# The Street Singers
The Street Singers (o The Street Singer) è un cortometraggio muto del 1914 diretto da Wilfrid North e Wally Van. Quest'ultimo è presente nel cast come autore del soggetto oltre a recitare come attore accanto a Lillian Walker, William Shea e Vincent Sternroyd.

## Produzione
Il film fu prodotto dalla Vitagraph Company of America.

## Distribuzione
Distribuito dalla General Film Company, il film - un cortometraggio in due bobine - uscì nelle sale cinematografiche statunitensi il 3 gennaio 1914.